# タイ時間
タイ王国では、協定世界時を7時間進めたインドシナ時間（UTC+7）を使用している。夏時間はない。1920年にインドシナ時間を採用するまで使用されていた、バンコクの地方平均時はGMT+6:42:04であった。

## 歴史
現在の標準時が使用される以前は、天文台の地理的位置に基づいた地方平時を採用していた。チエンマイ県とその他2つの県ではそれぞれ天文台を持っていたため、別個の地方平時が存在していた。
1920年4月1日に、東経105度線を基準としたグリニッジ標準時を7時間進めた標準時が採用された。これは現在も使用されている。
| 使用期間                     | 協定世界時との差 | 時間帯の名称 （非公式） |
| ---------------------------- | ---------------- | ----------------------- |
| 1880年1月1日 - 1920年3月31日 | UTC+6:42:04      | バンコク平均時          |
| 1920年4月1日 – 現在          | UTC+7            | インドシナ時間 （ICT）  |

## 標準時の管理
1990年1月1日に、タイ王国の内閣は標準時の公式な管理者をタイ王国海軍とした。タイ王国の標準時は、タイ王国海軍により維持されている5つの原子時計から生成されている。

## IANAのTime Zone Database
IANAのTime Zone Databaseには、タイ王国の標準時が1つ含まれている。
| 国コード | 座標        | 時間帯ID     | 注釈                         | 協定世界時との差 | 夏時間 | 備考 |
| -------- | ----------- | ------------ | ---------------------------- | ---------------- | ------ | ---- |
| TH       | +1345+10031 | Asia/Bangkok | インドシナ（ほとんどの地域） | +07:00           | +07:00 |      |